# Hydraziniumsalze
| Hydraziniumsalze (Beispiele) |
| ---------------------------- |
| Hydraziniumchlorid           |
| Hydraziniumdichlorid         |
| Hydraziniumbromid            |
| Hydraziniumsulfat            |

Hydraziniumsalze bilden in der Chemie eine Stoffgruppe von anorganischen Verbindungen, die sich von Hydrazin ableiten.

## Herstellung
Bei der Neutralisation eines Mols Hydrazin mit einem Mol Salzsäure entsteht Hydraziniumchlorid (Hydrazinmonochlorid). Lässt man ein Mol Hydrazin mit zwei Mol Salzsäure reagieren entsteht Hydraziniumdichlorid. Analog reagieren andere starke Säuren (Bromwasserstoffsäure, Schwefelsäure etc.) mit Hydrazin.

## Verwendung
Hydraziniumsulfat verwendet man zur Herstellung von Hydraziniumhydrat (H2N–NH2 · H2O) und Aziden. Auch als Reduktionsmittel und Synthesebaustein in der organischen Chemie wird Hydraziniumsulfat eingesetzt.